# Rally raid

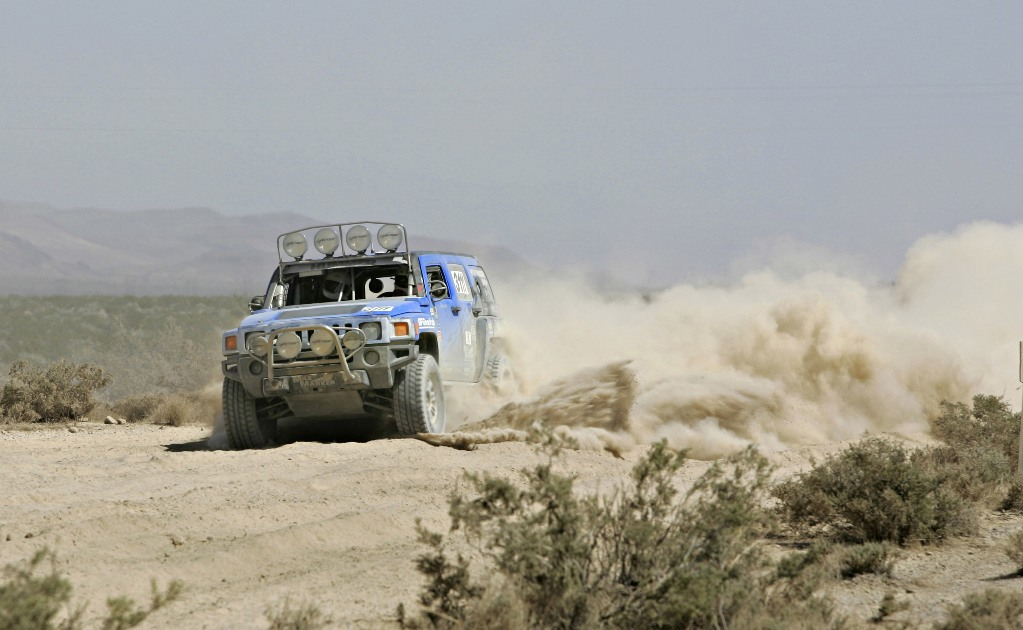
Un vehículo durante una prueba de raid.

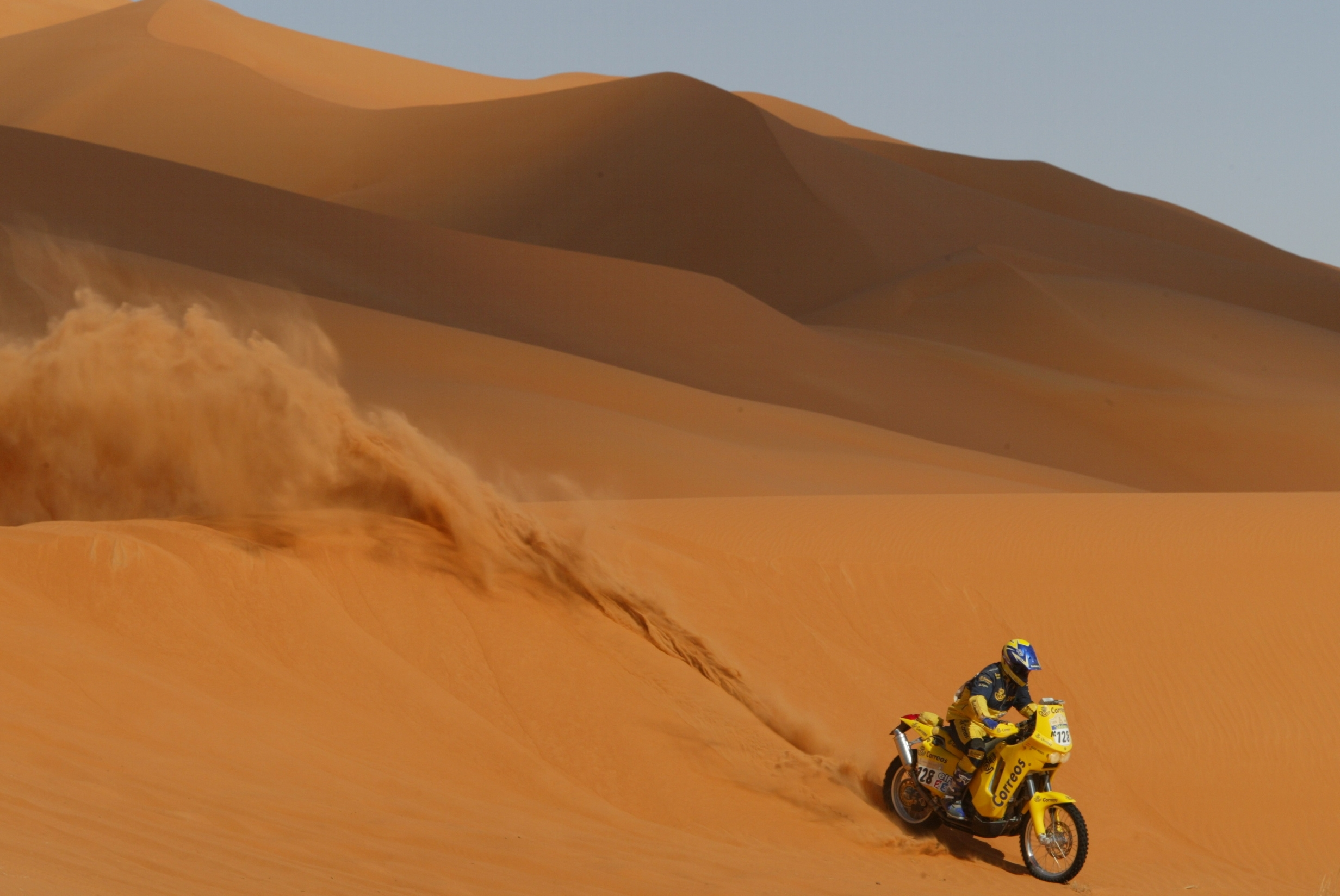
Una moto compitiendo en el Rally Dakar.

El rally raid, rally campo a través (en inglés: rally cross-country) o simplemente raid es una disciplina de automovilismo y motociclismo que se disputa campo a través. En cada jornada de una prueba, los participantes deben recorrer cientos de kilómetros de un pueblo a otro. A diferencia de un rally tradicional, por lo general no hay caminos delineados, sino que se corre sobre dunas y estepas. Por tanto, una de las claves de este tipo de carreras es la orientación. Previo a la aparición de los sistemas de navegación satelital, los pilotos y copilotos debían guiarse mediante mapas y brújula.
Durante un raid unos de los participantes deben soportar calor intenso, arena y viento, teniendo que poder atravesar obstáculos importantes, a veces incluso el vehículo puede quedarse clavado en la arena por lo que es importante llevar las herramientas necesarias para sacarlo. Además de automóviles (todoterrenos y buggies) y motocicletas, también existen competencias de rally raid de cuadriciclos y camiones.
Las carreras más famosas de rally raid son el Rally Dakar, Camel Trophy y Camel Marathon Bike, pero también se disputan este tipo de disciplinas en los desiertos de Norteamérica, Sudamérica y el Oriente Próximo.

## Tipos de vehículos
Motos
Coches - T1, T2
Camiones - T4, T5
Cuadriciclos

## Pruebas de raids
- Campeonato Mundial de Rally Raid
  - Rally Dakar
  - Abu Dhabi Desert Challenge
  - Desafío Ruta 40
  - Rally de Marruecos
  - Rally de Portugal
  - Sonora Rally
  - South African Safari Rally
  - Rally de Andalucía
- Rally Cuesta del Gallo
- Rally Ruta de la Seda
- Rally de los Faraones
- Rally de Mongolia
- Rally dos Sertões
- Baja 500
- Baja 1000
- Baja Aragón
- Budapest-Bamako
- Camel Trophy
- Africa Eco Race
- Maratón Londres-Sídney
- Baja Italia